# 1946년 5월 프랑스 국민투표
1946년 5월 프랑스 국민투표는 제헌의회에서 제정한 프랑스 제4공화국 헌법에 대한 국민투표로, 반대 52.8%로 부결되어 헌법이 다시 제정되게 되었다. 1946년 5월 5일 치러졌다.

## 배경
임시정부의 수반이었던 샤를 드 골 장군은 대통령 중심제를 원했으나, 이를 보나파르티즘의 부활로 느낀 삼당연합에 의해 퇴진한다.
드골의 사임으로 새 수상이 된 공산당의 펠릭스 구앵은 상원을 폐지하고 단원제를 실시할 것을 골자로 한 헌법을 제안했는데, 우파세력은 이를 공산당 독재의 우려가 있다며 공격한다

## 결과
| 프랑스 제4공화국 헌법 | 프랑스 제4공화국 헌법 | 프랑스 제4공화국 헌법 |
| 찬성 또는 반대        | 득표수                | 득표율                |
| --------------------- | --------------------- | --------------------- |
| 반대                  | 10,584,359            | 52.8%                 |
| 찬성                  | 9,454,034             | 47.2%                 |
| 총 득표수             | 20,567,378            | 100.00%               |
| 투표율                | 79.6%                 | 79.6%                 |

## 같이 보기
- 프랑스 제4공화국